# Jackie Holmes
Jackie Holmes (Indianapolis, Indiana, 4 september 1920 - 1 maart 1995) was een Amerikaans Formule 1-coureur. Hij nam deel aan de Indianapolis 500 van 1950 en 1953 waarin hij geen punten scoorde.